# Baumgarten, Burgenland
Baumgarten (kroatiska:Pajngrt) är en ort och kommun i Österrike. Den ligger i distriktet Mattersburg i förbundslandet Burgenland, i den östra delen av landet, 50 kilometer söder om huvudstaden Wien. 